# Чемпионат СССР по хоккею с мячом 1977/1978
30-й чемпионат СССР по хоккею с мячом проходил с 23 ноября 1977 года по 11 марта 1978 года.
В высшей лиге играли 14 команд. Сыграно 182 матча, в них забито 1367 мячей.
Чемпионом СССР стала команда «Динамо» (Москва).

## Высшая лига
| М  | Команда                            | 1         | 2        | 3        | 4        | 5       | 6        | 7        | 8       | 9       | 10       | 11      | 12       | 13       | 14        | В  | Н | П  | Мячи             | О  |
| -- | ---------------------------------- | --------- | -------- | -------- | -------- | ------- | -------- | -------- | ------- | ------- | -------- | ------- | -------- | -------- | --------- | -- | - | -- | ---------------- | -- |
| 1  | «Динамо» (Москва)                  |           | 4:1 1:5  | 8:1 3:2  | 5:5 4:3  | 3:2 4:3 | 5:2 4:2  | 4:3 3:5  | 4:1 0:0 | 2:2 4:4 | 4:4 3:2  | 5:5 6:2 | 5:2 3:1  | 6:4 6:2  | 14:3 10:3 | 18 | 6 | 2  | 120 — 69 = + 51  | 42 |
| 2  | «Динамо» (Алма-Ата)                | 5:1 1:4   |          | 10:5 4:6 | 10:7 1:4 | 7:4 3:3 | 8:4 5:5  | 5:2 0:1  | 9:2 2:2 | 5:2 5:4 | 10:4 6:3 | 8:5 6:4 | 6:3 2:4  | 9:1 4:1  | 6:3 12:1  | 18 | 3 | 5  | 149 — 85 = + 64  | 39 |
| 3  | «Енисей» (Красноярск)              | 2:3 1:8   | 6:4 5:10 |          | 6:4 3:7  | 6:1 1:6 | 7:3 0:13 | 3:0 7:2  | 5:3 2:2 | 6:3 3:5 | 4:0 2:2  | 5:1 5:1 | 6:3 4:3  | 20:5 4:2 | 8:2 6:5   | 17 | 2 | 7  | 127 — 98 = + 29  | 36 |
| 4  | СКА (Хабаровск)                    | 3:4 5:5   | 4:1 7:10 | 7:3 4:6  |          | 6:0 1:4 | 7:2 6:7  | 2:1 4:4  | 2:1 3:4 | 6:2 1:1 | 8:4 1:0  | 6:0 5:3 | 4:1 3:7  | 10:2 4:2 | 6:5 8:4   | 16 | 3 | 7  | 123 — 83 = + 40  | 35 |
| 5  | «Старт» (Горький)                  | 3:4 2:3   | 3:3 4:7  | 6:1 1:6  | 4:1 0:6  |         | 8:6 5:3  | 5:3 1:2  | 6:2 3:2 | 5:2 4:4 | 5:1 1:2  | 3:3 5:2 | 8:3 2:0  | 4:0 1:2  | 4:3 6:1   | 15 | 3 | 8  | 99 — 72 = + 27   | 33 |
| 6  | СКА (Свердловск)                   | 2:4 2:5   | 5:5 4:8  | 13:0 3:7 | 7:6 2:7  | 3:5 6:8 |          | 7:1 3:6  | 8:1 3:3 | 7:4 4:3 | 7:7 1:7  | 6:3 2:4 | 13:3 3:0 | 7:1 4:3  | 18:2 7:3  | 13 | 3 | 10 | 147 — 106 = + 41 | 29 |
| 7  | «Зоркий» (Красногорск)             | 5:3 3:4   | 1:0 2:5  | 2:7 0:3  | 4:4 1:2  | 2:1 3:5 | 6:3 1:7  |          | 1:1 3:3 | 3:0 2:4 | 8:1 3:5  | 4:3 1:3 | 6:1 1:3  | 14:0 4:1 | 7:3 4:0   | 12 | 3 | 11 | 91 — 72 = + 19   | 27 |
| 8  | «Вымпел» (Калининград Моск. обл.)  | 0:0 1:4   | 2:2 2:9  | 2:2 3:5  | 4:3 1:2  | 2:3 2:6 | 3:3 1:8  | 3:3 1:1  |         | 3:1 1:4 | 1:0 4:2  | 5:2 1:4 | 5:1 1:3  | 3:0 2:2  | 2:0 1:0   | 9  | 7 | 10 | 56 — 70 = — 14   | 25 |
| 9  | «Уральский трубник» (Первоуральск) | 4:4 2:2   | 4:5 2:5  | 5:3 3:6  | 1:1 2:6  | 4:4 2:5 | 3:4 4:7  | 4:2 0:3  | 4:1 1:3 |         | 4:3 2:6  | 6:2 1:3 | 4:3 4:2  | 3:1 3:4  | 5:0 5:6   | 9  | 4 | 13 | 82 — 91 = — 9    | 22 |
| 10 | «Локомотив» (Иркутск)              | 2:3 4:4   | 3:6 4:10 | 2:2 0:4  | 0:1 4:8  | 2:1 1:5 | 7:1 7:7  | 5:3 1:8  | 2:4 0:1 | 6:2 3:4 |          | 3:1 3:2 | 4:3 3:3  | 4:6 3:3  | 5:1 3:5   | 8  | 5 | 13 | 81 — 98 = — 17   | 21 |
| 11 | «Волга» (Ульяновск)                | 2:6 5:5   | 4:6 5:8  | 1:5 1:5  | 3:5 0:6  | 2:5 3:3 | 4:2 3:6  | 3:1 3:4  | 4:1 2:5 | 3:1 2:6 | 2:3 1:3  |         | 7:4 0:2  | 4:1 5:5  | 9:1 4:6   | 7  | 3 | 16 | 82 — 105 = — 23  | 17 |
| 12 | «Юность» (Омск)                    | 1:3 2:5   | 4:2 3:6  | 3:4 3:6  | 7:3 1:4  | 0:2 3:8 | 0:3 3:13 | 3:1 1:6  | 3:1 1:5 | 2:4 3:4 | 3:3 3:4  | 2:0 4:7 |          | 3:3 4:4  | 4:3 1:8   | 6  | 3 | 17 | 67 — 112 = — 45  | 15 |
| 13 | «Кузбасс» (Кемерово)               | 2:6 4:6   | 1:4 1:9  | 2:4 5:20 | 2:4 2:10 | 2:1 0:4 | 3:4 1:7  | 1:4 0:14 | 2:2 0:3 | 4:3 1:3 | 3:3 6:4  | 5:5 1:4 | 4:4 3:3  |          | 6:6 1:7   | 3  | 6 | 17 | 62 — 144 = — 82  | 12 |
| 14 | «Сибсельмаш» (Новосибирск)         | 3:10 3:14 | 1:12 3:6 | 5:6 2:8  | 4:8 5:6  | 1:6 3:4 | 3:7 2:18 | 0:4 3:7  | 0:1 0:2 | 6:5 0:5 | 5:3 1:5  | 6:4 1:8 | 8:1 3:4  | 7:1 6:6  |           | 5  | 1 | 20 | 81 — 162 = — 81  | 11 |

В верхних строках таблицы приведены результаты домашних матчей, а в нижних-результаты игр на выезде.

## Итоговая таблица чемпионата
| Команда                               | И  | В  | Н | П  | М       | О  |
| ------------------------------------- | -- | -- | - | -- | ------- | -- |
| 1. «Динамо» (Москва)                  | 26 | 18 | 6 | 2  | 120:69  | 42 |
| 2. «Динамо» (Алма-Ата)                | 26 | 18 | 3 | 5  | 149:85  | 39 |
| 3. «Енисей» (Красноярск)              | 26 | 17 | 2 | 7  | 127:98  | 36 |
| 4. СКА (Хабаровск)                    | 26 | 16 | 3 | 7  | 123:83  | 35 |
| 5. «Старт» (Горький)                  | 26 | 15 | 3 | 8  | 99: 72  | 33 |
| 6. СКА (Свердловск)                   | 26 | 13 | 3 | 10 | 147:106 | 29 |
| 7. «Зоркий» (Красногорск)             | 26 | 12 | 3 | 11 | 91:72   | 27 |
| 8. «Вымпел» (Калининград Моск. обл.)  | 26 | 9  | 7 | 10 | 56:70   | 25 |
| 9. «Уральский трубник» (Первоуральск) | 26 | 9  | 4 | 13 | 82:91   | 22 |
| 10. «Локомотив» (Иркутск)             | 26 | 8  | 5 | 13 | 81:98   | 21 |
| 11. «Волга» (Ульяновск)               | 26 | 7  | 3 | 16 | 82:105  | 17 |
| 12. «Юность» (Омск)                   | 26 | 6  | 3 | 17 | 67:112  | 15 |
| 13. «Кузбасс» (Кемерово)              | 26 | 3  | 6 | 17 | 62:144  | 12 |
| 14. «Сибсельмаш» (Новосибирск)        | 26 | 5  | 1 | 20 | 81:162  | 11 |

## Составы команд и авторы забитых мячей
1. «Динамо» (Москва) (19 игроков): Сергей Дрогайкин (14; −21), Геннадий Шишков (23; −48) — Евгений Герасимов (24; 8), Виктор Мартынов (22; 0), Леонид Палладий (24; 0), Евгений Горбачёв (25; 2), Владимир Плавунов (26; 14), Владимир Янко (23; 1), Александр Дудин (24; 16), Георгий Канарейкин (21; 21), Анатолий Козлов (18; 0), Юрий Лизавин (26; 29), Валерий Маслов (23; 9), Владимир Тарасевич (26; 16). В составе команды также выступали Сергей Корнеев (1; 2), Евгений Лукашевич (3; 0), Сергей Назарчук (4; 0), Алексей Оськин (6; 0), Леонид Малахов (10; 2).
2. «Динамо» (Алма-Ата) (20 игроков): Миннеула Азизов (18), Владимир Пахомов (26) — Владимир Алексеев (25; 0), Геннадий Любченко (26; 8), Александр Осокин (17; 0), Яков Апельганец (26; 3), Фарит Зигангиров (17; 0), Леонид Лобачёв (22; 6), Борис Третьяков (25; 0), Николай Шмик (25; 1), Евгений Агуреев (25; 52), Валерий Бочков (22; 27), Вячеслав Горчаков (26; 13), Александр Ионкин (24; 22), Валерий Привалов (22; 9), Борис Чехлыстов (26; 8). В составе команды также выступали вратарь Андрей Герасимов (1), Михаил Быков (8; 0), Олег Загороднев (5; 0), Владимир Зайцев (7; 0).
3. «Енисей» (Красноярск) (21 игрок): Михаил Лещинский (18), Леонид Паценкер (25) — Константин Колесов (25; 0), Виталий Савлук (21; 3), Виктор Шакалин (25; 0), Геннадий Крюков (22; 0), Юрий Лахонин (16; 0), Сергей Ломанов-ст. (21; 41), Виктор Лыков (20; 0), Юрий Першин (25; 2), Сергей Шиповалов (24; 1), Владимир Гуртовой (21; 8), Юрий Иванов (25; 14), Владимир Куманёв (26; 5), Виктор Ломанов (26; 16), Андрей Пашкин (26; 35), Геннадий Преловский (17; 2). В составе команды также выступали Виталий Ануфриенко (6; 0), Виктор Лабун (2; 0), Юрий Сипкин (2; 0), Сергей Сиротенко (1; 0).
4. СКА (Хабаровск) (19 игроков): Сергей Лазарев (22), Владимир Огнев (18) — Владимир Башан (24; 20), Виктор Булдыгин (20; 10), Александр Волков (26; 6), Анатолий Гладилин (24; 0), Сергей Данилов (25; 9), Владимир Ивашин (26; 32), Вячеслав Казаков (17; 0), Виктор Ковалёв (25; 7), Анатолий Кузнецов (15; 0), Александр Першин (22; 5), Сергей Слепов (25; 21), Анатолий Судос (13; 0), Юрий Тишин (26; 13), Евгений Шестаков (23; 0). В составе команды также выступали вратарь Сергей Бурдюхов (1), Николай Паздников (7; 0), В. Попков (1; 0).
5. «Старт» (Горький) (19 игроков): Николай Домненков (17), Александр Кадышев (26) — Юрий Гаврилов (20; 0), Сергей Гладких (25; 8), Евгений Горячев (26; 17), Анатолий Грезнев (17; 0), Олег Грибов (26; 4), Виктор Колбинов (26; 5), Сергей Кондрашов (26; 4), Владимир Коровин (25; 2), Вячеслав Крыгин (24; 19), Владимир Куликов (26; 6), Валерий Осипов (15; 0), Анатолий Паршин (26; 0), Геннадий Перфильев (26; 1), Виктор Пугачёв (26; 18), Александр Рычагов (24; 1), Александр Сидоров (2; 0), Борис Удодов (26; 14).
6. СКА (Свердловск) (22 игрока): Сергей Карнаухов (15), Валерий Попков (26) — Александр Артемьев (22; 0), Сергей Бутаков (17; 0), Евгений Великанов (21; 0), Леонид Воронин (26; 1), Александр Измоденов (26; 1), Семён Ковальков (26; 8), Сергей Максименко (26; 35), Леонид Павловский (11; 2), Сергей Пискунов (24; 10), Валерий Полодухин (21; 0), Александр Сивков (24; 60), Анатолий Сорокин (18; 0), Сергей Титлин (21; 2), Раип Фасхутдинов (24; 0), Александр Шкаев (26; 11), Валерий Эйхвальд (23; 17). В команде также выступали Вячеслав Казаков (1; 0), Валерий Краснов (1; 0), Пётр Малинкин (1; 0) и вратарь В. Плешаков (1).
7. «Зоркий» (Красногорск) (18 игроков): Валерий Мозгов (23), Александр Теняков (11) — Юрий Андриенко (20; 0), Владимир Буренков (23; 1), Сергей Гава (22; 6), Михаил Гордеев (22; 4), Александр Григорьев (25; 20), Александр Караблин (23; 8), Сергей Лапин (17; 1), Сергей Майборода (25; 8), Александр Никитин (21; 1), Вячеслав Панёв (26; 11), Юрий Петров (22; 27), Николай Сазонов (26; 3), Алексей Семёнов (21; 1), Николай Соловьёв (23; 0). В составе команды также выступали Евгений Богомазов (5; 0) и Виктор Рыбин (8; 0).
8. «Вымпел» (Калининград Московской области) (19 игроков): Владимир Болденко (14), Алексей Кичигин (19) − Геннадий Баданин (25; 0), Сергей Баранников (25; 0), Валерий Ильин (20; 0), Евгений Люляев (23; 6), Расик Мухаметзянов (26; 2), Юрий Парыгин (21; 6), Анатолий Попов (25; 19), Валерий Разгоняев (19; 1), Николай Семёнычев (20; 1), Владимир Солдатов (21; 5), Виктор Стариков (24; 3), Геннадий Шахманов (23; 12), Владимир Шевелин (19; 1). В команде также выступали Владимир Ванин (6; 0), Виктор Митрофанов (4; 0), Владимир Харлов (1; 0) и Владимир Васильев (1; 0).
9. «Уральский трубник» (Первоуральск) (20 игроков): Геннадий Михайловских (25), Владимир Чермных (22) − Леонид Вострецов (20; 0), Вадим Давыдов (20; 0), Владимир Денисов (22; 3), Николай Денисов (24; 15), Александр Дубов (24; 1), Александр Зверев (24; 1), Евгений Злоказов (20; 1), Николай Коханов (25; 0), Александр Мальцев (26; 23), Владимир Матвеев (24; 0), Владимир Мозговой (23; 1), Юрий Панченко (25; 3), Дмитрий Репях (25; 2), Анатолий Романов (22; 28), Евгений Федотов (26; 4), Юрий Черных (25; 0). В команде также выступали Владимир Анищенко (6; 0) и Алексей Шайбаков (5; 0).
10. «Локомотив» (Иркутск) (20 игроков): Владимир Буснюк (14), Леонид Князьков (25) — Александр Баюсов (13; 0), Всеволод Белый (22; 0), Вячеслав Говорков (23; 10), Анатолий Данилов (25; 0), Евгений Данилов (22; 1), Виктор Девятых (18; 0), Виталий Колесников (26; 3), Владимир Корытин (20; 8), Владимир Петров (24; 2), Сергей Семёнов (25; 2), Борис Хандаев (26; 14), Игорь Хандаев (23; 6), Валерий Чухлов (26; 30), Виктор Шаров (24; 3), Михаил Швецов (12; 0). В команде также выступали Андрей Жигулин (4; 0), Геннадий Кондаков (8; 2) и Анатолий Сизов (8; 0).
11. «Волга» (Ульяновск) (24 игрока): Александр Господчиков (17), Леонард Мухаметзянов (17) − Виталий Агуреев (25; 4), Николай Афанасенко (26; 31), Евгений Землянов (18; 3), Олег Кочетков (20; 0), Владимир Куров (24; 19), Геннадий Кушнир (17; 6), Вячеслав Лампеев (23; 1) Владимир Леванов (23; 2), Борис Малявкин (20; 0), Владимир Масленников (26; 1), Владимир Михеев (13; 0), Юрий Сизов (13; 0), Владимир Терехов (23; 3), Михаил Тонеев (23; 12). В команде также выступали Александр Ермолаев (10; 0), Игорь Князев (3; 0), Владимир Коваль (8; 0), Александр Некрасов (2; 0), Анатолий Рушкин (4; 0), Виктор Солдатов (8; 0), Фёдор Тонеев (1; 0) и Ирик Фасхутдинов (3; 0).
12. «Юность» (Омск) (20 игроков): Сергей Ефремов (6), Владимир Тюрнин (23) − Тимофей Андреев (12; 0), Виктор Галкин (26; 9), Виктор Дёмин (24; 2), Виктор Екимов (16; 0), Владислав Ермолов (24; 8), Виктор Ивлиев (17; 0), Владимир Костюк (23; 0), Николай Навалихин (26; 8), Александр Найданов (26; 12), Василий Першин (26; 2), Владимир Савченко (24; 3), Валерий Созинов (26; 9), Александр Шуешкин (24; 13). В команде также выступали Сергей Битков (6; 0), Юрий Самсонов (10; 0), Анатолий Терентьев (3; 1), Сергей Удод (1; 0) и Валерий Хлопин (2; 0).
13. «Кузбасс» (Кемерово) (21 игрок): Виктор Иордан (19), Виктор Турлаков (13) — Владимир Бахаев (25; 23), Сергей Береснев (18; 6), Виктор Бурдыгин (19; 0), Анатолий Волохин (21; 0), Владимир Гредин (24; 6), Сергей Киприянов (23; 0), Владимир Китов (20; 0), Олег Корпалёв (20; 1), Александр Куземчик (26; 3), Сергей Лихачёв (20; 5), Виктор Макух (15; 0), Виктор Масленников (18; 0), Сергей Мяус (22; 2), Валерий Рябченко (24; 0), Сергей Свердлов (21; 1), Николай Усольцев (22; 15), Валерий Шаповалов (21; 0). В команде также выступали Владимир Новиков (1; 0) и Александр Опарин (1; 0).
14. «Сибсельмаш» (Новосибирск) (19 игроков): Амир Хайруллин (13), Сергей Шилов (22) — Александр Андреев (24; 3), Владимир Балаганский (17; 6), Сергей Виноградов (20; 1), Александр Гурин (20; 1), Степан Дудчак (17; 0), Владимир Ефименко (25; 1), Валерий Желтобрюхов (23; 1), Валерий Журавлёв (23; 29), Александр Корешников (22; 8), Сергей Корешников (24; 13), Виталий Лазицкий (13; 0), Александр Ларионов (19; 0), Александр Майорин (23; 4), Владимир Перепелов (22; 12), Геннадий Пьянков (13; 0), Анатолий Спиридонов (9; 0), Виктор Фёдоров (18; 2).

Лучший бомбардир — Александр Сивков, СКА (Свердловск) — 60 мячей.
По итогам сезона определён список 22-х лучших игроков.
Приз «Оранжевый мяч» алма-атнской газета «Ленинское знамя» для команды одержавшей в чемпионате СССР наибольшее число с крупным счетом (+5) и более. СКА Свердловск .Шесть побед.
Рекорд по числу мячей забитых в одном матче, теперь принадлежит Александру Сивкову- 10 мячей. (11.12.1977).

## Первая лига
Соревнования прошли с 19 ноября 1977 по 5 марта 1978 года. На предварительном этапе 16 команд, разбитые на две подгруппы, оспаривали по три путёвки от каждой подгруппы в финальную часть.

### Первая подгруппа
| М | Команда                     | 1               | 2                | 3               | 4                | 5                | 6                | 7                | 8                | В  | Н | П  | Мячи             | О  |
| - | --------------------------- | --------------- | ---------------- | --------------- | ---------------- | ---------------- | ---------------- | ---------------- | ---------------- | -- | - | -- | ---------------- | -- |
| 1 | «Североникель» (Мончегорск) |                 | 2:0 1:6 4:2 5:8  | 2:1 7:1 3:2 0:1 | 7:0 4:3 4:6 2:3  | 9:4 7:0 0:2 0:0  | 5:3 7:3 4:3 4:5  | 7:3 5:2 4:3 5:5  | 8:0 9:2 4:3 5:6  | 18 | 2 | 8  | 124 — 77 = + 47  | 38 |
| 2 | «Водник» (Архангельск)      | 2:4 8:5 0:2 6:1 |                  | 1:0 0:2 3:3 3:4 | 7:2 9:3 3:5 2:2  | 10:3 7:1 3:2 2:4 | 13:3 9:1 2:8 5:5 | 6:0 4:1 3:3 6:1  | 7:0 6:1 3:3 2:2  | 15 | 6 | 7  | 132 — 71 = + 61  | 36 |
| 3 | «Север» (Северодвинск)      | 2:3 1:0 1:2 1:7 | 3:3 4:3 0:1 2:0  |                 | 3:3 4:3 1:0 3:4  | 4:2 2:1 2:2 3:1  | 6:3 3:0 1:4 2:3  | 6:1 6:1 2:3 4:5  | 5:0 3:0 2:1 1:1  | 15 | 4 | 9  | 77 — 57 = + 20   | 34 |
| 4 | «Родина» (Киров)            | 6:4 3:2 0:7 3:4 | 5:3 2:2 2:7 3:9  | 0:1 4:3 3:3 3:4 |                  | 2:4 0:2 3:5 4:4  | 5:2 12:5 5:8 2:2 | 3:0 2:1 1:3 5:2  | 4:1 15:4 6:2 6:4 | 13 | 4 | 11 | 109 — 98 = + 11  | 30 |
| 5 | «Красная заря» (Ленинград)  | 2:0 0:0 4:9 0:7 | 2:3 4:2 3:10 1:7 | 2:2 1:3 2:4 1:2 | 5:3 4:4 4:2 2:0  |                  | 2:3 3:1 2:3 2:5  | 4:3 5:0 2:1 3:1  | 6:1 6:2 4:4 3:4  | 12 | 4 | 12 | 79 — 86 = — 7    | 28 |
| 6 | «Фили» (Москва)             | 3:4 5:4 3:5 3:7 | 8:2 5:5 3:13 1:9 | 4:1 3:2 3:6 0:3 | 8:5 2:2 2:5 5:12 | 3:2 5:2 3:2 1:3  |                  | 5:3 5:2 1:3 2:11 | 10:4 4:3 3:3 3:7 | 12 | 3 | 13 | 103 — 130 = — 27 | 27 |
| 7 | «Строитель» (Сыктывкар)     | 3:4 5:5 3:7 2:5 | 3:3 1:6 0:6 1:4  | 3:2 5:4 1:6 1:6 | 3:1 2:5 0:3 1:2  | 1:2 1:3 3:4 0:5  | 3:1 11:2 3:5 2:5 |                  | 4:3 7:1 0:3 5:7  | 7  | 2 | 19 | 74 — 110 = — 36  | 16 |
| 8 | «Труд» (Куйбышев)           | 3:4 6:5 0:8 2:9 | 3:3 2:2 0:7 1:6  | 1:2 1:1 0:5 0:3 | 2:6 4:6 1:4 4:15 | 4:4 4:3 1:6 2:6  | 3:3 7:3 4:10 3:4 | 3:0 7:5 3:4 1:7  |                  | 5  | 5 | 18 | 72 — 141 = — 69  | 15 |

### Вторая подгруппа
| М | Команда                      | 1               | 2                | 3               | 4                | 5                | 6               | 7                | 8               | В       | Н | П       | Мячи                              | О       |
| - | ---------------------------- | --------------- | ---------------- | --------------- | ---------------- | ---------------- | --------------- | ---------------- | --------------- | ------- | - | ------- | --------------------------------- | ------- |
| 1 | «Хромпик» (Первоуральск)     |                 | 3:0 3:2 0:1 3:1  | 3:3 8:8 3:4 6:3 | 1:0 2:1 2:7 2:8  | 5:3 2:2 2:3 2:1  | 5:2 9:2 2:4 1:5 | 3:1 7:2 3:2 4:2  | 6:1 7:1 4:4 6:4 | 17      | 4 | 7       | 104 — 77 = + 27 (106 — 75 = + 31) | 38      |
| 2 | «Знамя» (Воткинск)           | 1:0 1:3 0:3 2:3 |                  | 4:3 2:0 0:4 5:6 | 2:0 6:2 1:3 4:6  | 5:3 2:1 2:2 2:1  | 4:1 1:1 3:2 1:1 | 3:2 4:2 1:4 3:2* | 5:1 4:1 2:2 3:1 | 16      | 4 | 8       | 73 — 60 = + 13                    | 36      |
| 3 | «Труд» (Краснотурьинск)      | 4:3 3:6 3:3 8:8 | 4:0 6:5 3:4 0:2  |                 | 4:0 5:2 7:2 1:1  | 7:4 7:1 2:3 3:1  | 1:2 6:3 2:2 1:3 | 6:4 2:3 6:4 1:7  | 6:2 5:2 1:1 3:2 | 15      | 5 | 8       | 107 — 80 = + 27                   | 35      |
| 4 | «Локомотив» (Оренбург)       | 7:2 8:2 0:1 1:2 | 3:1 6:4 0:2 2:6  | 2:7 1:1 0:4 2:5 |                  | 12:3 5:1 1:2 1:1 | 5:1 5:1 2:3 4:5 | 2:1 5:1 7:6 5:5  | 6:0 5:1 4:1 3:1 | 15      | 3 | 10      | 104 — 70 = + 34                   | 33      |
| 5 | «Орал» (Уральск)             | 3:2 1:2 3:5 2:2 | 2:2 1:2 3:5 1:2  | 3:2 1:3 4:7 1:7 | 2:1 1:1 3:12 1:5 |                  | 3:2 4:2 2:7 0:4 | 4:3 7:3 1:3 4:2  | 3:0 4:1 1:1 1:1 | 10 (11) | 5 | 13 (12) | 66 — 89 = — 23 (68 — 87 = — 19)   | 25 (27) |
| 6 | «Торпедо» (Сызрань)          | 4:2 5:1 2:5 2:9 | 2:3 1:1 1:4 1:1  | 2:2 3:1 2:1 3:6 | 3:2 5:4 1:5 1:5  | 7:2 4:0 2:3 2:4  |                 | 6:5 1:3 3:5 4:6  | 4:0 8:4 3:6 0:3 | 11 (10) | 3 | 14 (15) | 82 — 93 = — 11 (78 — 97 = — 19)   | 25 (23) |
| 7 | «Нефтяник» (Новокуйбышевск)  | 2:3 2:4 1:3 2:7 | 4:1 2:3* 2:3 2:4 | 4:6 7:1 4:6 3:2 | 6:7 5:5 1:2 1:5  | 3:1 2:4 3:4 3:7  | 5:3 6:4 5:6 3:1 |                  | 3:2 8:4 2:3 2:3 | 9       | 1 | 18      | 93 — 104 = — 11                   | 19      |
| 8 | «Никельщик» (Верхний Уфалей) | 4:4 4:6 1:6 1:7 | 2:2 1:3 1:5 1:4  | 1:1 2:3 2:6 2:5 | 1:4 1:3 0:6 1:5  | 1:1 1:1 0:3 1:4  | 6:3 3:0 0:4 4:8 | 3:2 3:2 2:3 4:8  |                 | 4       | 5 | 19      | 53 — 109 = — 56                   | 13      |

- Результаты матчей «Хромпик» (Первоуральск) — «Орал» (Уральск), «Хромпик» (Первоуральск) — «Торпедо» (Сызрань) и «Торпедо» (Сызрань) — «Орал» (Уральск) недостоверны, и нуждаются в уточнении. Они выделены курсивом. В таблице показаны результаты, полученные при суммировании ячеек для каждой команды, а в скобках показаны итоговые показатели команд, приведённые в Энциклопедии «Хоккей с мячом», Москва, изд. Новые Технологии, 2009 год; авторы Соснин В. И, Щеглов М. И. и Юрин В. Л. ISBN 978-5-86541025-6.

### Финал
Прошёл в Архангельске с 25 февраля по 4 марта 1978 года.
| М | Команда                     | 1   | 2   | 3   | 4    | 5    | 6   | В | Н | П | Мячи          | О |
| - | --------------------------- | --- | --- | --- | ---- | ---- | --- | - | - | - | ------------- | - |
| 1 | «Водник» (Архангельск)      |     | 1:0 | 2:1 | 3:1  | 3:4  | 7:5 | 4 | 0 | 1 | 16 — 11 = + 5 | 8 |
| 2 | «Север» (Северодвинск)      | 0:1 |     | 7:1 | 1:1  | 4:3  | 2:1 | 3 | 1 | 1 | 14 — 7 = + 7  | 7 |
| 3 | «Хромпик» (Первоуральск)    | 1:2 | 1:7 |     | 2:1  | 3:2  | 2:2 | 2 | 1 | 2 | 9 — 14 = — 5  | 5 |
| 4 | «Североникель» (Мончегорск) | 1:3 | 1:1 | 1:2 |      | 10:2 | 6:2 | 2 | 1 | 2 | 19 — 10 = + 9 | 5 |
| 5 | «Труд» (Краснотурьинск)     | 4:3 | 3:4 | 2:3 | 2:10 |      | 3:2 | 2 | 0 | 3 | 14 — 22 = — 8 | 4 |
| 6 | «Знамя» (Воткинск)          | 5:7 | 1:2 | 2:2 | 2:6  | 2:3  |     | 0 | 1 | 4 | 12 — 20 = — 8 | 1 |

- «Водник» (Архангельск) (20 игроков): Сергей Драчёв, Владимир Сибирцев − А. Аверин, Валерий Кашкарёв (2), Евгений Кокорин (14), Владимир Лысанов, Вячеслав Малахов (4), Александр Митричев (21), Сергей Некрасов (2), Андрей Панин (9), Виталий Петровский (5), Сергей Попов (15), Вячеслав Серов (28), Алексей Сидоров, Александр Скирденко (1), Борис Скрынник (47). Главный тренер В. В. Меншиков.

Право выступать в высшей лиге завоевал «Водник» (Архангельск).